# Luis Barriga
Luis Alberto Barriga Aranis (Valparaíso, 25 de septiembre de 1886-Santiago, 22 de agosto de 1918) fue un futbolista chileno que se desempeñaba como defensa. Fue uno de los once jugadores que disputaron el primer encuentro de la selección chilena, en un encuentro amistoso previo a la Copa Centenario Revolución de Mayo de 1910 frente a Argentina.

## Trayectoria
Nacido en Valparaíso, vivió su infancia en Santiago. En 1903 llegó de nuevo al puerto, donde integró el cuadro de Santiago Wanderers, del que fue su capitán. Al año siguiente vistió la camiseta del Scotland de Santiago. En 1905 llegó al Atlético Unión, en donde consiguió el campeonato de la Asociación de Football de Santiago. Con la disolución del Atlético Unión en 1906, pasó a formar parte del Loma Blanca.

## Selección nacional

### Partidos internacionales
| 1     | 27 de mayo de 1910 | Cancha Belgrano Athletic Club, Buenos Aires, Argentina | Argentina  | 3-1 | Chile | Amistoso |
| Total |                    |                                                        | Presencias | 1   |       |          |

## Clubes
| Club                 | País  | Año       |
| -------------------- | ----- | --------- |
| Santiago Wanderers   | Chile | 1903      |
| Scotland de Santiago | Chile | 1904      |
| Atlético Unión       | Chile | 1905-1906 |
| Loma Blanca          | Chile | 1907-1908 |
| Santiago Wanderers   | Chile | 1909      |
| Santiago National    | Chile | 1910-1911 |
| Loma Blanca          | Chile | 1912      |
| Unión Chillán        | Chile | 1913      |
| Loma Blanca          | Chile | 1914-1915 |